# Michael Porter Jr.

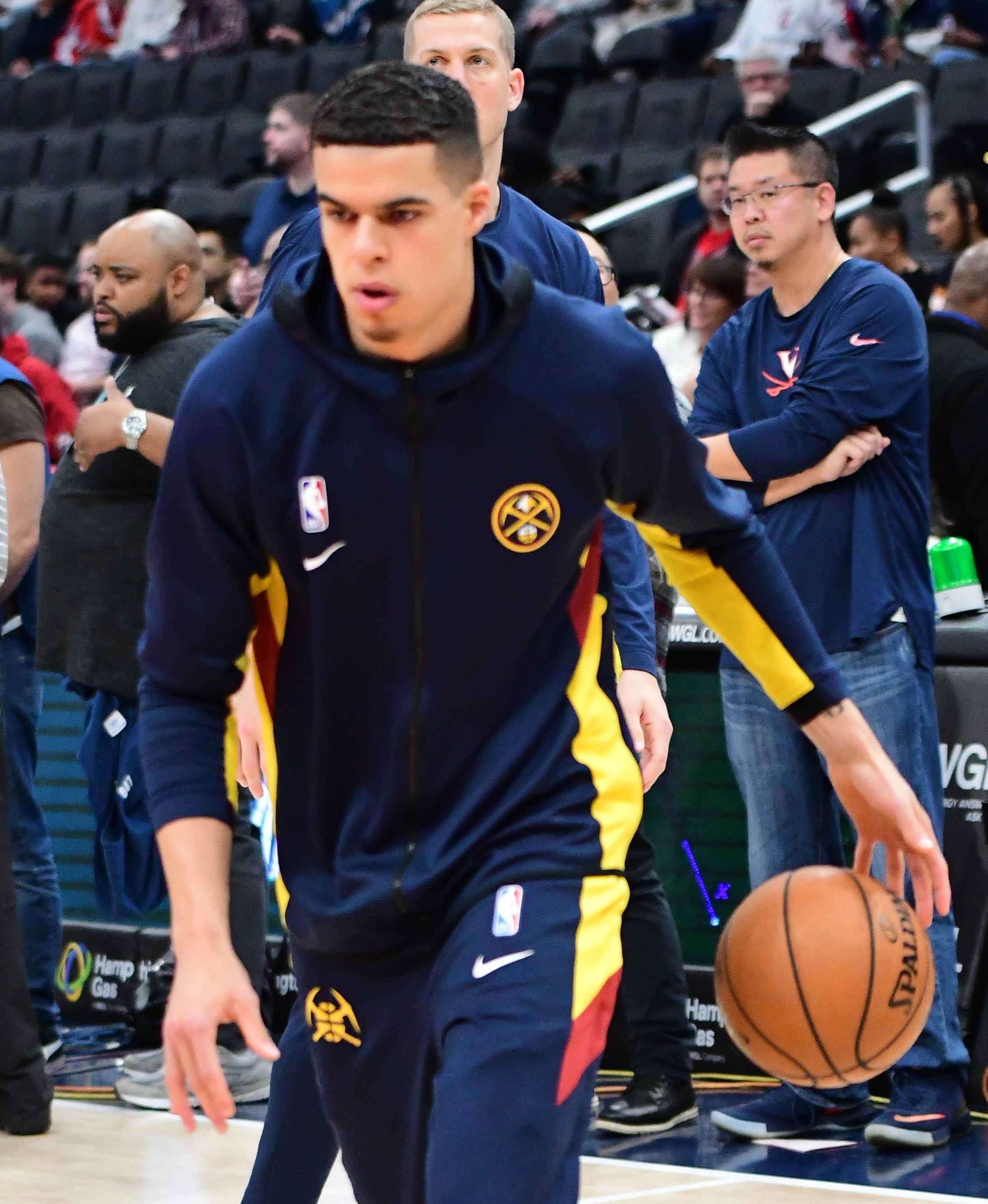
Michael Porter Jr., 2020.

Michael Lamar Porter Jr., född 29 juni 1998 i Indianapolis i Indiana, är en amerikansk professionell basketspelare (SF) som spelar för Brooklyn Nets i National Basketball Association (NBA). Han har tidigare spelat för Denver Nuggets.
Porter var med och vinna NBA-mästerskapet med Denver Nuggets för säsongen 2022–2023.
Han draftades av Denver Nuggets i första rundan i 2018 års draft som 14:e spelare totalt.
Innan Porter blev proffs studerade han, tillsammans med sin bror Jontay Porter, vid University of Missouri och de båda spelade för universitetets idrottsförening Missouri Tigers.